# Hirtella martiana
Hirtella martiana är en tvåhjärtbladig växtart som beskrevs av Joseph Dalton Hooker. Hirtella martiana ingår i släktet Hirtella och familjen Chrysobalanaceae. Inga underarter finns listade i Catalogue of Life.